# Diogo Hens
Diogo Henrique da Silva (Goiânia, 1 de fevereiro de 1993) é um modelo, atleta e bacharel em direito, que adquiriu notoriedade ao ser semifinalista da 16ª edição do concurso de beleza masculino de Mister Brasil CNB 2020, realizado no dia 05 de dezembro do mesmo ano em Brasília, no DF. É a segunda vez que Diogo representa o estado de Goiás na competição, a primeira foi em 2018. Atleta, Diogo Hens ficou na 3ª Colocação no 37º Campeonato Goiano Estreantes de Fisiculturismo, organizado pela IFBB Brasil.

## Sobre
Nascido e criado em Goiânia, Diogo Hens é bacharel em direito pela Uni-Goiás (Uni-Anhanguera) e atualmente cursa Educação Física pela Faculdade Mauá, do estado de Goiás. Adepto às práticas esportivas, Diogo já participou de diversas competições em várias modalidades, como corridas, meia-maratona e em competições de fisiculturismo. Diogo Hens também foi um dos atores convidados para atuar no espetáculo teatral que abriu a temporada da peça O Pulo do Gato em 2019, realizado pela Cia de Teatro Eduardo de Souza.

## Concursos
Conhecido em sua cidade natal e região, Diogo começou a participar de concursos aos 24 anos de idade, quando alcançou a vitória no concurso "Miss e Mister Pirenópolis" em 2017. Da primeira vitória em diante, esteve nas primeiras colocações de todos os concursos que participou no estado. Em razão disso, Diogo se tornou modelo de grandes marcas no Brasil.

### Mister Itumbiara
Diogo foi primeiro colocado do Concurso Miss e Mister Itumbiara CNB 2018, que antecedeu o concurso estadual de Miss e Mister Goiás.

### Mister Goiás
A primeira participação no Concurso Miss e Mister Goiás CNB, em 2017 ele ficou com a 2ª colocação, o primeiro lugar ficou com o modelo Helder Aquino.
Em 2018, já na segunda participação no concurso, Diogo alcançou o tão sonhado 1ª lugar, se consagrando o Mister Goiás CNB do respectivo ano.
Em novembro de 2020, Diogo Hens foi escolhido novamente como Mister Goiás CNB.

### Mister Brasil
Diogo já representou o estado de Goiás por duas vezes no concurso nacional de beleza masculino de Mister Brasil CNB. 
Sua primeira participação na competição foi em 2018, ficando na colocação Top 25.
Em sua segunda participação, finalizou a competição como semifinalista na 8ª colocação dentre 40 participantes de todo país. 

## Concursos e competições
| Concurso/Competição                                             | Representação | Ano  |
| --------------------------------------------------------------- | ------------- | ---- |
| Mister Pirenópolis - (Venceu)                                   | -             | 2017 |
| Mister Goiás CNB - (2º Lugar)                                   | Pirenópolis   | 2017 |
| Mister Itumbiara - (Venceu)                                     | -             | 2018 |
| Mister Goiás CNB - (Venceu)                                     | Itumbiara     | 2018 |
| Mister Brasil CNB - (Top 25)                                    | Goiás         | 2018 |
| 37º Regional Estreantes de Fisiculturismo IFBB-GO - (3º. Lugar) | -             | 2020 |
| Mister Goiás CNB - (Venceu)                                     | -             | 2020 |
| Mister Brasil CNB - (Top 11 - 8º Lugar)                         | Goiás         | 2020 |

| Prececido por Rodrigo Krauzer | Mister Goiás 2018 | Sucedido por Gustavo Jobbs |
| Prececido por Gustavo Jobs    | Mister Goiás 2020 | Sucedido por -             |
| ----------------------------- | ----------------- | -------------------------- |

## Ligações Externas
- Diogo Hens no Instagram